# Fljótsdalshérað
Fljótsdalshérað är en tidigare kommun som ligger på östra Island. Folkmängden uppgick 2019 till 3 600 invånare. Av dessa bodde 2 501 i huvudorten Egilsstaðir, i den andra tätorten i kommunen, Fellabær, fanns år 2019 411 invånare. Kommunen slogs 2020 ihop med Borgarfjarðarhreppur, Djúpavogshreppur och Seyðisfjarðarkaupstaður som nu  bildar kommunen Múlaþing.
Fljótsdalshérað var Islands till ytan största kommun och sträckte sig från bukten Héraðsflói i norr och Biskupsháls i väst till bergen runt fjordarna i öst och Vatnajökull i syd.
De flesta av Islands renar finns i Fljótsdalshérað, där det finns mellan 6 000 och 7 000. Den största skogen på Island, Hallormsstaðaskógur, finns i Fljótsdalshérað.
Vattenkraftverket Kárahnjúkar är placerat i kommunen.

## Historia
Kommunen grundades den 1 november 2004 genom en sammanslagning av kommunerna Austur-Hérað, Fellahreppur och Norður-Hérað.